# Бранимир Штулић
Бранимир Џони Штулић (Скопље, 11. април 1953) некадашњи је југословенски композитор, певач и гитариста рок групе Азра. Сматра се контроверзним аутором и једним од највећих мистичара југословенске рок сцене.
Гитару је почео да свира од првог разреда гимназије, а током 1970-их са акустичном гитаром обилази загребачке тулуме, на којима свира своје и туђе композиције. Једно време студирао је на Филозофском факултету у Загребу, али је студије напустио. Почетком 1970-их оснива групу Балкан севдах бенд с којом свира све од ауторских песама, преко севдалинки и народњака, до Битлса (The Beatles). Након утицаја панка и новог таласа, Штулић је модификовао свој звук и неке старе акустичне песме прерадио у електричној варијанти. Године 1977. формирао је нови бенд по имену Азра.
Први албум Азре изашао је 1980. године и сматра се једним од најјачих дебија у историји југословенског рока. Самостално и са групом Азра, снимио је 16 музичких албума, од којих су многи продати у тиражу већем од сто хиљада примерака, с укупним бројем који премашује милион продатих носача звука. Од почетка 1990-их живи у Утрехту, Холандија, и бави се писањем и превођењем грчких класика.

## Биографија

### Детињство
Његов отац Иван Штулић, Србин пореклом из Нина код Задра, служио је као официр ЈНА у тенковској јединици у касарни „Маршал Тито“ у Скопљу. Годину дана након што је Бранимир рођен, његова мајка Славица родила је и друго дете, његову млађу сестру Бранку. Када му је било пет година, његов отац је добио премештај у Јастребарско, надомак Загреба, где се читава породица преселила у нови стан крајем 1950-их. Бранимир је наставио да похађа основну школу у Јастребарском и био је одличан ученик. Године 1960. породица се сели у Нови Загреб, у новоизграђено насеље Сигет у стан на 11. спрату, где Џонијева мајка и данас живи. У том насељу, када су се Штулићеви доселили, још није било школе, па су родитељи Бранимира уписали у школу у оближњем Трнском. На летовање су често ишли у Нин, који Џони сматра „прекрасним градићем и повијесним местом.“ У једном интервјуу изјавио је да му је могући предак Гргур Нински.

### Рана младост
Џони је као тинејџер почео да лута улицама Загреба, где се почетком 1960-их рађала рок и хипи сцена. Детињство у Скопљу је обележило његов говор, па су због необичног нагласка у загребачким градским круговима многи мислили да је Босанац. Уписао је Шесту гимназију у Горњем граду. Поред гимназије се налазило рок окупљалиште Лапидариј (популарно Лап), где су Џони и остали излазили. У првом разреду гимназије почео је да свира акустичну гитару. Прву акустичну гитару му је позајмила другарица Маја Оштир. Толико ју је дуго задржао код себе и свирао, да је приликом враћања морао изменити све прагове на врату инструмента. Крајем 1960-их су на улицама многих градова Европе, па и Загреба, почели студентски немири, што је утицало и на младог Штулића. У гимназији је матурирао 1972. године радом „Паришка комуна“, који је оцењен одличном оценом. Рад осликава његово занимање за социјалне теме, а писан је непосредно након догађаја у Хрватској 1971. године. Штулић је имао тек двојку (довољну оцену) из хрватскосрпског језика.
Након гимназије Штулић је прво одслужио војску. Отишао је у пролеће 1973. године а вратио се 15 месеци касније и почео студирати.

### Студентски дани
Када сам дошао из војске уписао сам фонетику и повијест али то сам направио искључиво зато да бих имао алиби пред старцима. Морао сам нешто радити, мени је живот код куће одувијек био пакао. У њој сам се осјећао као странац. Уписао сам се, дакле, да бих добио на времену, јер нисам могао очекивати да ћу одмах моћи живјети од музике.— Штулић у првом интервју у Polet-у, 30. 01. 1980.
Штулић је студирао Филозофски факултет Свеучилишта у Загребу, а одсек је више пута мењао (фонетика, историја, социологија). У то време Штулић се фанатично посветио акустичној гитари, акордима, текстовима и компоновању. Свирање је преселио у подрум Филозофског факултета, где је свирао сваки дан од два до девет. На факултету се Чупко (како су га тада звали) углавном дружио с људима које је занимао анархизам, а своје „револуционарне“ активности су углавном изводили за шанком.
Током 1970-их са акустичном гитаром обилази загребачке тулуме, на којима је свирао своје и туђе композиције. У то време је косу плео у дугачак перчин, на глави је носио хеклану капицу, изучавао је мудрости индијске филозофије и певао углавном романтичне баладе. Џони је једно време био вегетаријанац. Неко време је боравио код колеге Боже Ковачевића, који је студирао филозофију и социологију. Божо је у соби 22 у студентском дому на Сави као илегалце удомљавао разне младе уметнике, међу којима су били Иван Ивас, Дарко Рундек, Јура Стублић и други. Штулић би дошао рано изјутра па би сатима свирао у Божиној соби. Станари нису могли учити, разговарати, а неретко ни заспати од његове свирке.
Тих година је Штулић летовао на острву Силба, где су млади алтернативци (чланови Булдожера, Лајбаха, Ирвина и други) проводили време свирајући и сунчајући се наги, односно упражњавајући нудизам. Тамо је и свирао у летњем бенду „Добра вода“, који је имао петнаестак акустичних гитара и свирао класику, македонске народне песме и обраде Битлса. На том острву је упознао и Грацију Педић, у коју је био заљубљен и којој је посветио чувену песму Грација, написавши је за један дан. Ту је летовала и Аустријанка Сузи Ф. из Беча, с којом је био у краткој али страсној вези и којој је посветио песме „Suzy F“ и „Хладан као лед”. Иначе, Штулић је многим својим девојкама и пријатељицама посвећивао песме, а некима је и свирао под прозором. Мада га хрватска списатељица Славенка Дракулић сматра „одвратним сексистом, мушком шовинистичком свињом“, жене које су га волеле сматрају га најнежнијим мушкарцем којег су упознале.
Факултет није завршио, односно „залутао“ је негде „између прве и четврте године“. Догурао је до шестог семестра, али нагомилавши велики број неположених испита (пошто је тада полагање неких испита могло да се одлаже до дипломе), Џони напушта факултет.

### Свирање
Многи Џонијеви познаници из тог времена говоре да он није знао ноте, да је свирао просечно и да му укус није био у складу с временом. Сматрао је да је севдах наш аутентични звук, који најбоље долази до изражаја у македонским песмама. Иако самоуки гитариста, он је вежбао даноноћно, и увек је био у потрази за простором за вежбање. Прва група коју је основао се звала Балкан севдах бенд. Свирали су све, од ауторских песама, преко севдалинки, народњака, до Битлса. Главни хит им је била песма Балкан коју је Штулић написао по повратку из војске, 1974. године, а изворно је вукла на меланхоличну босанску севдалинку. Због његовог, још увек неизграђеног гласа, пријатељи су га одговарали од певања. 
Да нема тог новог вала вјероватно никад не бих ни запјевао.
 Тек под утицајем панка и новог таласа, Штулић је модификовао свој звук и неке старе акустичне песме прерадио у електричној варијанти. На те промене доста је утицао први загребачки наступ Панкрта, којима је био одушевљен (што је и опевао у песми Балкан). Убрзо након тога је коренито променио имиџ, ошишавши дугу косу и обријавши браду и бркове. Тада је Штулић самом себи дао надимак Џони, уместо дотадашњег Чупко. Своје искуство са Балкан севдах бендом је касније коментарисао: „Балашевић је задњи рокер према ономе што смо ми тада радили. Ја у ствари нисам бруталан човјек, то су ме тек касније научили.“

### Азра
Према легенди, јануара 1977. године за шанком Театра ТД у Загребу, локални анархисти су испијали лозу и причали о политици, славећи јер је Ђоко Гргац (коме је посвећена песма Јаблан) добио кћерку, којој је требало дати име. Тада је Џони изрецитовао стихове чувене Хајнеове песме Азра, која се у преводу Сафвет-бег Башагића пева као севдалинка:
Казуј робе, откуда си, из племена којега си?
Ја се зовем Ел Мухамед, из племена старих Азра,
што за љубав живот губе и умиру када љубе.
Тако су исто вече добили име Азра и Ђокова ћерка и Џонијев нови бенд. У првом саставу Азре, основаном јануара 1977. су били:
- Бранимир Штулић – вокал и гитара
- Јосип Јуричић – гитара
- Бранко Матун – бас
- Паоло Свеци – бубањ

У почетку је Азра вежбала у једној бараци близу Филозофског факултета. Али, ова постава није дуго потрајала јер чланови бенда су се често мењали. Касније је неко време вокал у Азри био Јура Стублић, а Џони је само свирао гитару, јер је хтео да одустане од певања. 1977/1978. године Азра наступа са Јуром Стублићем, Јуријем Новоселићем, Марином Пелајићем и Младеном Јуричићем. Убрзо се читава екипа одваја од Џонија и формира састав Филм (касније се Џони свети Јури Стублићу песмом „Roll Over Jura“). У то време Џони постаје члан Парног ваљка, али ни та комбинација није дуго потрајала. Вративши се идеји Азре, Џони за сталног бубњара прихвата Бориса Лајнера који је у то време свирао са групом Хаустор. Лајнер је живео у истом крају као и Џони, у згради до његове. Студирао је вајарство.
Џони је тражио бубњара... када је та информација дошла до мене, јавио сам му се телефоном и идућу смо се вечер код Сахера нашли у соби. Он је већ имао 16-17 својих пјесама и за сат времена све смо их увјежбали. Ја сам лупкао по некаквом јастуку, а Срђан је свирао бас.— Лајнер у интервјуу за Хероина Нова, март 1995.
Дуго су тражили адекватног басисту, тако да су њих двојица сами снимили први сингл са песмама Балкан и А шта да радим. У студију су им помогли Златко Микшић Фума, басиста Парног ваљка, пратеће вокале певао је Младен Јуричић, гитариста Филма, Хусеин Хасанефендић је свирао гитару и обавио продукцију, а електричну виолину је свирао извесни Реља. Деби сингл покреће прве позитивне критике. Азри се ускоро придружио басиста Мишо Хрњак, чиме је формиран трио који је снимио кључне плоче Азре. Штулић је наставио са својом идејом „партизанског пробоја“, па је група током лета свирала по трговима на мору калећи се у директним контактима са публиком. Почетком 1980-их, Штулића је на прве концерте својим аутомобилом возила његова тадашња девојка Бранка Бакарић, старија кћи познатог политичара Владимира Бакарића, којој је посветио песму Одлазак у ноћ.
Први албум Азра снима у пролеће 1980. године у следећој постави:
- Џони Штулић (глас, гитара)
- Мишо Хрњак (бас-гитара, глас)
- Борис Лаинер (бубњеви, глас)

За продуцента је одабран Драго Млинарец јер је Хус био заузет. Иако Џони уопште није био задовољан продукцијом, албум је имао одличну прођу код публике. На дебију се нашла и чувена балада Грација, коју је написао неколико година раније. Једна од најупечатљивијих ствари је Штулићево узвикујуће, готово болно, певање и текстови са темама које дотадашња сцена није познавала. Добар пријем првог албума отворио је Азри врата Југотона и Џони је убрзано сређивао песме које је раније написао и писао нове. Јануара 1981. године Џони је одбио да свира на представљању загребачких група у Дому омладине Београд, организованих у пакету под називом „Поздрав из Загреба“. Пар недеља касније Азра је сама дошла у Београд и током три дана са пет концерата тријумфовала у СКЦ-у. Убрзо је Штулић почео са Азром добро да зарађује, али никада није имао много новца јер га није штедео већ расипао. Тако се једне јесени Џони појавио недалеко од загребачког кафића „Блато“ у старом мерцедесу. Он је неко време седео за воланом, док су му пријатељи гурали ауто, а потом је и сам искочио и изгурао ауто на плочник. До овог аута је дошао трампом са Хусеином Хасанефендићем Хусом (из Парног Ваљка), коме је дао нову гитару за стари мерцедес, који није дуго возио.
Следећи дупли албум Сунчана страна улице из 1981. године је продуцирао сам Џони, што ће касније редовно чинити. Међу двадесет четири песме уврстио је неке из најранијег периода. Поред љубавних песама, на овом албуму се нашло и неколико ангажованих, попут „Пољска у моме срцу“ и „Курвини синови“, упућених Совјетима. Југотон је једино инсистирао да се уз наслов песме Курвини синови допише да је упућена „империјализму и хегемонији“. 1980-их Џони се панично бојао да ће се затворити границе, да ће нас окупирати Руси и да ће остати заробљен у Југославији. У то време влада СФРЈ је донела одлуку о плаћању депозита за излаз из земље, што је само појачало Џонијев страх и параноју: „Затворит ће границе, никам не бумо могли!“, говорио је.
После турнеје по целој Југославији, која је трајала током лета и јесени, Азра је у загребачком клубу Кулушић октобра 1981. године одржала седам концерата заредом, чиме су дефинитивно потврдили статус предводника. Наступи су снимани за троструки живи албум Равно до дна. Уочи изласка плоче, Азра је одржала седам распродатих концерата у београдском СКЦ-у. Једне вечери им се прикључио и Влатко Стефановски у песмама Балкан, Лијепе жене пролазе кроз град и Обрати пажњу на посљедњу ствар.
Следећи, дупли албум Филигрански плочници излази већ јуна 1982. године. На њему су политички коментари још директнији. Тко то тамо пјева упућена је другу Титу, 68 пропалим револуционарима, Павел романтичним револуционарима, Горки окус политичким прогнаницима, а настала је поводом забране збирке песама Вунена времена и хајке на аутора Гојка Ђога. Пробивши се на домаћем терену, Џони је намеравао да оде за Америку и оствари светску славу, али су га одбили за визу, јер када су га упитали: „Господине Штулићу, како можемо знати да ћете се вратити?“, он је одговорио: „Па, морам порез платити“.
Не успевајући да стигне до Америке, Џони одлази у Европу да тамо окуша музичку срећу. 1983. године сами Штулић и Лајнер у Франкфурту снимају плочу Кад фазани лете, јер је басиста Хрњак у међувремену напустио групу (и музику уопште) посветивши се Јеховиним сведоцима.
 Он је спасио своју душу. У Јеховиним свједоцима. Ходочасти по свијету, јавио ми се прије неколико година и казао да се осјећа као у пустињи. Да једини има воду, а тисуће жедних су око њега. Што ћеш љепше за једног човјека.— Лајнер у интервјуу за Хероина Нова, март 1995.
Следећу плочу Криво срастање Џони снима 1984. године такође са Лајнером у Франкфурту. На њој се налази и обрада старе народне Клинчек стоји под облоком. У то време је Штулић већ пар година (од 1981.) био у вези са Сњежаном Бановић-Долезил, позоришном редитељком, а престали су се забављати 1984. године, његовим одласком у Холандију, где је упознао Јозефину Фрудмајер, своју будућу жену. Џони је Сњежани посветио песму Волим те кад причаш.
Године 1984. Џони са Лајнером одлази у Холандију. Тамо прави нове песме и старе преводи на енглески језик, с циљем издавања на европском тржишту.
Њему је циљ била Америка, али није добио визу, па је отишао у Низоземску; то му је била степеница према Америци. Ја сам остао у Загребу студирати, кад ме је позвао да дођем у Низоземску, јер да има нове пјесме и студио за снимање. Прво, Џони није знао енглески, његово тврдо мексиканско пјевање није публици у Низоземској ишло у уши. Друго, то је била 1984. или 1985. година, кад је већ дошао софистициранији звук. Ми смо изгледали као архаични рокерски бенд. Но, без обзира на звук, прави разлог што се његове пјесме нису тамо прихваћале био је тај што су говориле о темама везанима за ово наше поднебље. Двије смо се године борили и снимали пјесме у Низоземској, да би се то завршило двоструким албумом који је изашао овдје, а не тамо.— Лајнер у интервјуу за Национал, 19. јануар 1995.
Штулић се у то време одушевио Амстердамом и слободама које владају у граду. Амстердам је видио као будући дом где ће постићи нове врхунце своје каријере. Наглас се надао како ће западњаци препознати његов песнички дар и пригрлити га као „новог рок Месију с Истока“. Те наде је оснаживало и познанство с Доном Вилардом, човеком који је годинама сарађивао с Ролинг Стонсима.
Били смо заједно у Низоземској, слали те ствари у Америку, подоста наивно, пјесме на хрватском, а Џони је све то тврдоглаво хтио исфурати вани. Све се то заправо изгубило у низоземским каналима и није нашло прави пут.— Лајнер у интервјуу за Хероина Нова, март 1995.
Они који су тада сусретали Штулића, кажу да је чашћавао и знанце и незнанце пићем, убрзано трошећи зарађену уштеђевину. У Холандији је Џони снимио троструки албум на енглеском језику „It Ain' Like In The Movies At All“, за који на западу није успео да нађе издавача. Албум је издао тек по повратку у земљу, где је слабо прошао.
Након три године одсуства, Штулић почиње поново да свира у Југославији 1987. године, када се вратио у земљу заједно са новим басистом Стивеном Кипом (Stephen Kipp). Исте године излази албум Азре под називом Између крајности, у новој постави:
- Џони Штулић (глас, гитара)
- Јурица Пађен (гитара од 1987.)
- Стивен Кип (бас-гитара од 1987.)
- Борис Лаинер (бубњеви, глас)

Током 1988. године ова екипа је на турнеји снимила последњи, четвороструки живи албум Задовољштина, на коме се поред старих песама, налазе и неке нове, углавном обраде. Након концерта у загребачком Дому спортова, Лајнер напушта групу и наставља да свира с Максом Јуричићем и Срђаном Сахером у Вјештицама. Азра убрзо након тога престаје да постоји.
Растали смо се врло ружно, све је завршило готово бруталним обрачуном. Говорио је да тренер мора викати и на најбољег играча у тиму па смо се на крају готово и потукли. Било ми је доста његових притисака, а обично би пресинг вршио управо на мене.— Борис Лајнер
Многи људи који су сарађивали са Џонијем, углавном га описују као хировитог, својеглавог, тврдоглавог, тиранина, свађалицу и егоманијака.
Објављена је фото-монографија „Бранимир Штулић Џони” са фотографијама из марта и априла 1990. са последње турнеје „Азре”. Аутор фотографија је Каменко Пајић, а пратећег текста Душан Весић.
Његове песме Слобода и Филигрански плочници уврштене су у Антологију српске поезије приређивача Ненада Грујичића.

### Соло
Године 1988. Штулић у Загребу снима солистички дупли албум Балканска рапсодија. Радећи на албуму у три месеца је променио пет боравишта „селећи се ка Дон Кихот будући ме је и рођени ћаћа из стана потјерао.“ Албум је завршен уз продуцентску помоћ Аустралијанца Теодора Јанија (Theodore Yannie). Неколико песама је на енглеском, а присутни су и звуци македонског фолклора, па и домаћег попа, јер је обрадио песму Тражи мене састава С времена на време. Од 1989. године Штулић је прилично ублажио звук и почео је да наступа под својим именом уз пратњу Севдах шатл бенда (Sevdah Shuttle Band).
Почетком 1990. године Џони је снимио плочу Балегари не вјерују срећи са Севдах Шатл Бендом који су чинили Јура Пађен, Томислав Шојат и Бранко Кнежевић. Са ње се издвајају обраде "Lilly Of The West" из репертоара Боб Дилана која је у Џонијевом препеву добила назив Усне вреле вишње, као и Штулићеве песме Вољела ме није ниједна и Мени се душо од тебе не растаје. После концерта на Хвару 15. августа 1990. године Севдах шатл бенд престаје да постоји.
Током 1991. године Штулић у Сарајеву и Холандији снима плочу „Севдах за Паулу Хорват“, али је материјал објављен тек 1995. године. Ту се поред народних Јовано, Јованке и Димитрије сине Митре налазе Отац мога оца на текст Милована Витезовића, Прича о краљу на текст Љубивоја Ршумовића, Партизан из репертоара Ленарда Коена и друге. Велики део 1991. године Штулић је провео у Београду, а када су га хрватски националисти прозивали због тога, ноншалантно је одговорио: „Када могу Туђман и Месић, што би мени било забрањено?“ Из Београда је отишао у Загреб, где је сусрео Алку Вуицу, из чега су произишла различита говоркања о њиховој афери, што Џони одлучно пориче. На питање новинара шта очекује од деведесетих, одговорио је: ватромет! Исте 1991. године Штулић је дефинитивно отишао у Холандију.
Аркзин: „Шта је пресудило да одеш ван, у такозвано иноземство?“
Штулић: „Па да спасим живу главу богати!“
(Аркзин, јул 1993.)
Наредних година су га често позивали да се врати и да одржи неку свирку, на шта је он одговарао: „Не узимам гитару у руке док траје рат“ или „Нећу новац који је можда крвав“. Након завршетка рата, многи су му предлагали да поново окупи Азру и засвира, јер би могао узети силне новце, но он би само рекао: „Новац ме не занима, никад ме није ни занимао!“
О његовом песничком раду 2022. године објављена је књига „Рок песник Бранимир Џони Штулић” аутора др Златомира Гајића.

### Холандија
Што ме мање има, то се више волим. Што ме више има, то се више мрзим.
 Бранимир Штулић већ годинама живи уредно у месташцу Хауетен (Houten) у Холандији, петнаестак километара од Утрехта, у коме се након 19 часова затварају све радње и већина кафића, улице опусте, а мештани излазе само да прошетају псе, џогирају или возе бицикл. Штулић живи у комфорном двоетажном стану код своје жене Јозефине Фрудмајер, која ради као службеница у градској болници. У браку су од 1989. године.
Продао сам милион плоча, платио све своје рачуне и овде немам баш ништа. Свуда сам гост. Да ме оваквог није узела једна Холанђанка не бих имао ни дома.— Штулић у интервјуу за Ћао, март/април 1990.
Штулић је једно време возио такси, али већ годинама нема сталан посао. Више се не бави музиком, већ писањем и превођењем грчких класика, и то углавном у ноћним часовима, због чега редовно спава до поподне. Каже да једино живи, ако уопште живи, када игра фудбал. Једини „порок“ су му лаке дроге, чија је конзумација и продаја у Холандији легална. Избегава новинаре са простора бивше Југославије и ретко даје интервјуе, комуницирајући само с ретким пријатељима и познаницима. Чак и стан ретко напушта, не без преке потребе. Веома ретко контактира са својом породицом у Хрватској, а нико од њих не жели да причају о њему. У међувремену му је отац преминуо у Загребу. Но, иако Штулић тврди да га не занима ништа с ових простора, неки његови познаници тврде да он уредно купује све новине које излазе на хрватском и српском језику и „бескрајно се радује“ кад га назове неко с ових простора.
У првој половини 1990-их Штулић је почео да преводи Илијаду. На балканске просторе Штулић се враћао у јесен 1995. године, када је провео неколико месеци у Београду. Тада завршава неке песме које излазе на новом дуплом албуму Анали, објављеном у Београду за Комуну 1996. Исте године за Комуну објављује и Севдах за Паулу Хорват, као и неколико старих албума. Такође избацује спот за песму Мокре улице коју је компоновао заједно са Дејаном Цукићем. Касније Штулић оптужује људе из „Милошевићеве компаније“ да су га преварили, говорећи да је Комуна фирма за шишање оваца, а да им је он дошао ко овца.
Они немају право да издају моје материјале. Непобитне су двије ствари: они продају мене а не ја њих, и не потражују они од мене него ја од њих. Они су узели мој материјал, и то треба да врате.— Штулић у интервјуу за Време, 24. октобар 1998.
На београдском сајму књига Штулић је представио свој превод (односно препев) Хомерове Илијаде, коју су неки критичари оценили као „генијалну будалаштину“. Штулић објашњава да је „узео себи слободу да се током превода не држи као пијан плота." За досадашње преводе (Ђурића и Маретића) каже да они иако знају грчки, немају везе са песмом, немају стила. Штулић се у свом преводу највише ослањао на наше народне пјесме. Осим Илијаде, комплетно је превео и препевао (до сада необјављене) и Тукидидову Историју Пелопонеског рата, Херодотову Историју, затим Александријаду – Причу o Александру Великом и многе друге списе, међу којима и Емпедоклов спис О чишћењу и другим стварима. Штулић је и дела која су изворно прозна преводио у стиху, тако да постоји знатна разлика између његовог препева и стандардног превода Херодотове Историје.  (види оквир) 
Поред старих Грка, Штулић је превео и Багавад Гиту, Лао Цеову Књигу о Таоу и још нека дела. Осим што је препевавао поменута дела, такође је написао еп о античкој историји Срба и Хрвата.
Године 1997. године издавачка кућа -Hi-Fi Centar- из Београда издаје Штулићев албум Blasé (фр. Blasé, презасићен, отупео), без његовог одобрења, како он тврди. „Албум Blasé није онакав како сам га ја замишљао, али ту су криви неки други дечки, а најмање ја“, каже Штулић. На њему се налазе 23 песме, све на „нашим језицима“, од чега су четири обраде народних песама: међимурске Вехни, вехни фиолица и Рожица сем била, и јужносрбијански стандарди Мито бекријо и Димитрије, сине Митре.
Крајем зиме 2001. године, радио је на новом материјалу који се углавном састојао од обрада старих народњака: Томе Здравковића, Хашима Кучук Хокија, народне македонске музике и још којечега. 2005. године Штулић је издао стиховану збирку аутобиографских записа у петнаестерцу Смијурија у мјерама, које је објавио недељник Време.
На јесен почетком школске године седамдесет
Седме имадосмо као четворка први наступ
У Дубрави завјеса се отвори и ми прву
Ствар кренемо жица ми пуче застор се затвори
А ми у зноју лица свог жицу промијенимо
И другу ствар почнемо кад другој гитари струна
Прсне опет се застор навуче и јоште више
Зноја пролије и по трећи пут нова попјевка
Груне и опет мени жица пукне и поново
Завјеса и тако десетак пута све до краја
("Смијурија у мјерама“, аутобиографија у петнаестерцу, Време, Београд 2005.)
О националној припадности каже: „О томе уопће не размишљам. А чији сам умјетник? Свој.“ На често постављано питање, да ли се намерава вратити, Штулић је једном приликом одговорио:
Немам пасош, немам новац и немам се гдје вратити. Имао сам југославенски и истекао ми је. Југославије више нема, то је исто као кад се родиш и кажу ти: ово ти је тата, ово ти је мама, пошто, према Хомеру, нитко не зна кад се роди, тко га је родио, бар прве три године. И сад ја немам тату и маму и због тога сам сретан.— Интервју из 2005. године
На исто питање, хоће ли се Џони вратити, његов дугогодишњи бубњар Лајнер одговара: „Непознати су путеви господњи.“
У 2012. Штулић је снимио композицију инспирисану Марком Краљевићем.

## Спорови
Издавач Азриних албума је био Југотон (данас Кроација рекордс) за који Џони тврди да му дугују силне новце и да му од 1987. године нису исплатили ни динара, иако су током деведесетих објавили већи део плоча Азре као реиздања на CD-у.
Ја сам у спору са Кроација Рекордсом. Закључно са данашњим даном тужим их за округло десет и по милиона марака. Безочно су украдене моје ствари, мој материјал, моји снимци. Од Комуне потражујем 720 хиљада марака.— Штулић у интервјуу за Рок Експрес, 17. август 1999.
Из Кроација рекордса кажу да је Штулић за то крив јер се никада није јавио. А из издавачке куће Комуна су на Џонијеве изјаве реаговали тако што су „због његових безобразлука и лажи“ неовлашћено издали и преостале албуме. Осим са издавачким кућама, Штулић се и са многим својим пријатељима свађао, а са неким и судио, сматрајући да су га ови покрали и искористили због пара.

## Дискографија
Џони Штулић је аутор десетак албума, од којих су многи продати у тиражу већем од сто хиљада примерака. По службеним подацима некадашњег Југотона, Штулић је продао више од милион носача звука до рата.

### Демо
- Другом страном (касније Јаблан), Ријека 1975.
- Немир мој, Ријека 1975.
- Недељни коментар, Ријека 1979.
- И ником није лепше нег' је нам, Ријека 1979.
- Балкан, Ријека 1979.
- Обрати пажњу на последњу ствар, Ријека 1979.

### Азра
- „Азра" 1980.
- „Сунчана страна улице" (2LP) 1981.
- „Равно до дна" (концертни 3LP) 1982.
- „Филигрански плочници" (2LP) 1982.
- „Сингл плоче 1979—1982." 1982.
- „Кад фазани лете" 1983.
- „Криво срастање" 1984.
- „Као и јучер, сингл плоче 1983—1986." 1986.
- "" 1986.
- „Између крајности" 1987.
- „Задовољштина" (концертни 4LP) 1988.

### Соло
- „Балканска рапсодија" 1989.
- „Балегари не вјерују срећи" 1990.
- „Севдах за Паулу Хорват" 1995.
- „Анали" (2CD) 1995.
- "" 1997.
- "" 2022.

### Ауторске књиге
- Филигрански плочници, 1982.
- , 1985.
- Anonymous Epigrams, 1988.
- Смијурија у мјерама, 2005.
- Смијуријада, 2010.
- Говорили су о Џонију, 2010.
- Азра - Певане пјесме, 2010.

### Преводи
- Божанска Илијада виа Хомер, 1995.
- Божанска Илијада, 2010.
- Божанска Одисеја, 2010.
- Херодотова истраживања, 2010.
- Тукидид - Пелопонески рат, 2010.
- Ксенофонт - Успињање / ХеленштинА, 2010.
- Александријада, 2010.
- Аполоније Рођанин - Аргонаутика, 2010.
- Зборник, 2010.
- Тријада, 2010.
- Сун Цу - Умеће ратовања, 2010.
- Кали Југа, 2010.